# 卡罗来纳黑豹
卡羅來纳黑豹（英語：Carolina Panthers）是一支位於北卡羅來纳州夏洛特的職業美式足球球隊。他們是國家美式足球聯合會的南區其中一支球隊。他們與傑克遜威爾美洲虎在1995年加入NFL，成為擴充球隊。
2018年，球隊市值為23億美元，在世界前50名球隊中排在第36名，同時在NFL排名第21名。

## 球隊歷史

### 1995年-2002年
1995年的季前賽，由當年最新的2隻球隊黑豹隊和美洲虎隊揭開序幕。這場比賽由黑豹隊以20:14拔得頭籌，而黑豹隊當季戰績為7勝9負，為NFL有史以來新球隊第一個賽季中的最好戰績。1996年賽季，黑豹隊的表現更上層樓，他們以12勝4負的戰績獲得分區冠軍，並且在外卡季後賽爆冷門打敗衛冕冠軍達拉斯牛仔隊，儘管在後來的分區賽被綠灣包裝工刷掉，但對僅成軍2年的黑豹隊來說可說是取得相當大的成就；只是在1997年~2002年賽季之間，黑豹隊的戰力開始直線下降，更在2001年賽季創下隊史戰績最差的1勝15負，始終無法逆轉頹勢；2002年休賽季間，球隊找來了紐約巨人隊防守教練約翰．福克斯John Fox來擔任球隊新任主教，球隊也擺脫2001年賽季的困境，2002年賽季進步至7勝，有了突破性的成長。

### 2003年-2010年
在2003年賽季，黑豹隊開始大爆發，以11勝再次拿下分組冠軍，進攻方面靠著穆罕默德Muhsin Muhammad和史蒂夫．史密斯Steve Smith2大明星外接手，防守方面則有明星防守截鋒詹金斯Kris Jenkins以及線衛摩根（Dan Morgan）；他們在這賽季，多次險勝的情況下殺進了季後賽，先是在分區季後賽賽擊敗強大的達拉斯牛仔隊，又在國聯冠軍賽擊敗了被視為當年奪冠大熱門，由多諾萬·麥克納布Donovan McNabb率領的費城老鷹隊，打進了超級碗。自此，他們也不過才加入聯盟8年，就殺入了超級碗。可惜在第三十八屆超級碗中以3分之差飲恨輸給了新英格蘭愛國者隊；然而，這樣的狀態並沒有持續很久，2004年-2010年間僅在打進2次季後賽而已，2010年球季結束，總教練約翰．福克斯John Fox也辭職下台。

### 2011年-2017年
2011年休賽季間，球隊找來了圣迭戈闪电隊防守教練羅恩・里弗拉（Ron Rivera）擔任球隊新任主教。並且在同年說服了黑豹隊的總經理用狀元簽摘下2010年的海斯曼獎得主，也是他們未來的主力四分衛凯姆·牛顿，後來也證明了這個決定沒錯。經過了11年及12年賽季兩年的洗禮，黑豹隊再次具備了衝擊季後賽的實力；2015年賽季，黑豹隊再一次的大爆發，在四分衛凯姆·牛顿及跑衛乔纳森·斯图尔特（Jonathan Stewart）領軍的進攻組(總得分聯盟第一)，搭配由內線衛盧克・坎克利（Luke Kuechly）領銜的防守組(失分聯盟第五少)，一舉拿下隊史最佳的15勝1負，再次打進了超級碗。可惜在第五十屆超級碗中攻守兩端表現失常，輸給了丹佛野馬隊；2016年賽季，無疑是失望的一個賽季，攻守兩端表現不如預期不說，加上四分衛凯姆·牛顿飽受肩傷影響表現大打折扣，內線衛盧克・坎克利也同樣受到腦震盪的影響，出賽數大減，最終僅以6勝、分組最後一名作收；2017賽季，黑豹再次拿下11勝，晉級季後賽，不過在外卡季後賽中不敵聖徒隊，遭到淘汰。

## 歷年戰績
| 赛季                | 胜  | 负  | 平 | 常规赛季     | 季后赛 |
| ------------------- | --- | --- | -- | ------------ | --- |
| 卡羅萊納黑豹（NFL） |     |     |    |              | |
| 1995                | 7   | 9   | 0  | 國聯西區第四 | -- |
| 1996                | 12  | 4   | 0  | 國聯西區第一 | 分區季後賽以26-17擊敗達拉斯牛仔 國聯冠軍賽以13-30敗給綠灣包裝工                                                                                   |
| 1997                | 7   | 9   | 0  | 國聯西區第二 | -- |
| 1998                | 4   | 12  | 0  | 國聯西區第四 | -- |
| 1999                | 8   | 8   | 0  | 國聯西區第二 | -- |
| 2000                | 7   | 9   | 0  | 國聯西區第三 | -- |
| 2001                | 1   | 15  | 0  | 國聯西區第五 | -- |
| 2002                | 7   | 9   | 0  | 國聯南區第四 | -- |
| 2003                | 11  | 5   | 0  | 國聯南區第一 | 外卡季後賽以29-10擊敗達拉斯牛仔 分區季後賽29-23擊敗聖路易斯公羊（2次加時） 國聯冠軍賽以14-3擊敗费城老鹰 第三十八屆超級碗以29-32敗給新英格蘭愛國者 |
| 2004                | 7   | 9   | 0  | 國聯南區第三 | -- |
| 2005                | 11  | 5   | 0  | 國聯南區第二 | 外卡季後賽以23-0擊敗紐約巨人 分區季後賽以29-21擊敗芝加哥熊 國聯冠軍賽以14-34敗給西雅圖海鷹                                                        |
| 2006                | 8   | 8   | 0  | 國聯南區第二 | -- |
| 2007                | 7   | 9   | 0  | 國聯南區第二 | -- |
| 2008                | 12  | 4   | 0  | 國聯南區第一 | 分區季後賽以13-33敗給亞利桑那紅雀 |
| 2009                | 8   | 8   | 0  | 國聯南區第三 | -- |
| 2010                | 2   | 14  | 0  | 國聯南區第四 | -- |
| 2011                | 6   | 10  | 0  | 國聯南區第三 | -- |
| 2012                | 7   | 9   | 0  | 國聯南區第二 | -- |
| 2013                | 12  | 4   | 0  | 國聯南區第一 | 分區季後賽以10-23敗給舊金山四九人 |
| 2014                | 7   | 8   | 1  | 國聯南區第一 | 外卡季後賽以27-16擊敗亞利桑那紅雀 分區季後賽以17-31敗給西雅圖海鷹                                                                                 |
| 2015                | 15  | 1   | 0  | 國聯南區第一 | 分區季後賽31-24擊敗西雅圖海鷹 國聯冠軍賽以49-15擊敗亞利桑那紅雀 第五十屆超級碗以10-24敗給丹佛野馬                                                 |
| 2016                | 6   | 10  | 0  | 國聯南區第四 | -- |
| 2017                | 11  | 5   | 0  | 國聯南區第二 | 外卡季後賽以26-31敗給新奧爾良聖徒 |
| 2018                | 7   | 9   | 0  | 國聯南區第三 | -- |
| 2019                | 5   | 11  | 0  | 國聯南區第四 | -- |
| 2020                | 5   | 11  | 0  | 國聯南區第三 | -- |
| 2021                | 5   | 12  | 0  | 國聯南區第四 | -- |
| 2022                | 7   | 10  | 0  | 國聯南區第二 | -- |
| 2023                | 2   | 15  | 0  | 國聯南區第四 | -- |
| 2024                | 5   | 12  | 0  | 國聯南區第三 | -- |
| 總計                | 219 | 264 | 1  | 所有常規賽   | 所有常規賽 |
| 總計                | 9   | 8   | 0  | 所有季後賽   | 所有季後賽 |
| 總計                | 228 | 272 | 1  | 所有比賽     | 所有比賽 |

## 職業美式足球名人堂
- Reggie White

## 主教練
- Dom Capers：1995年 - 1998年 （總戰績31勝35負；常規賽30勝34負，季後賽1勝1負）
- George Seifert：1999年 - 2001年 （16勝32負）
- John Fox(美式足球教練)：2002年 - 2010年 （總戰績78勝74負；常規賽73勝71負，季後賽5勝3負）
- Ron Rivera：2011年 - 2019年 （目前總戰績79勝67負1和；常規賽76勝63負1和，季後賽3勝4負） ◎
- Perry Fewell：2019年 （0勝4負）
- Matt Rhule：2020年 - 現今 （10勝23負）

◎：第四任教練Ron Rivera在2019年賽季前十二場結束後遭球團撤去總教練一職，由助理教練Perry Fewell代理並帶至2019年球季結束。

## 退休號碼
- 51 Sam Mills （LB）（1995年-1997年）（於2005年球季開始不久進行退休儀式）

榮譽堂
- Mike McCormack - 行政總裁
- PSL擁有者

## 知名球星
- 克里斯蒂安·麦卡弗里 （RB）（2017年-2022年）轉隊至 舊金山49人隊（San Francisco 49ers）

## 特殊紀錄
- 黑豹隊在2014年戰績僅7勝8負1和，是繼2010年的西雅圖海鷹（7勝9負）後再一支勝率不及5成仍以分組第一的身份晉級季後賽的球隊；而有趣的是都在外卡季後賽上擊敗戰績較好的對手，卻也都在分區季後賽止步。

## 外部連結
- 球隊官方網站 （页面存档备份，存于）
- Sports E-Cyclopedia.com （页面存档备份，存于）